# Good 4 U
Good 4 U（グッド・フォー・ユー）は、オリヴィア・ロドリゴの楽曲。デビューアルバム『サワー』からの三番目のシングルとしてシングル・カットされた。Billboard Hot 100と全英シングルチャートで1位を獲得した。